# Pleurodonte isabella
Pleurodonte isabella é uma espécie de pequeno gastrópode terrestre neotropical da família Pleurodontidae, nativa do Caribe. Foi classificada por Férussac, em 1821.

## Descrição da concha e hábitos
Pleurodonte isabella apresenta conchas circulares, quando vistas por cima ou por baixo, com até 2.5 centímetros quando desenvolvidas. São caracterizadas por sua superfície dotada de finas lamelas de crescimento, espiral baixa, cônica e arredondada, com as primeiras voltas de tonalidade mais escura. Não possuem umbílico aparente. Lábio externo engrossado, de tonalidade mais escura e sem projeções dentiformes em seu interior. O restante da concha é de coloração acastanhada, mais ou menos clara.
Está espécie é considerada, em sua região, uma praga de Citrus, parecendo prosperar em ambiente ruderal, bem como em ambientes naturais, sendo também conhecida por danificar as brácteas de algumas helicônias ornamentais e gengibre.

## Distribuição geográfica
Pleurodonte isabella é endêmica de Barbados, no Caribe.